# De Weikes
De Weikes is een natuurgebied in de Belgische gemeente Beersel. Het gebied is 11 hectare groot en wordt beheerd door Natuurpunt.

## Beschrijving
Het natuurgebied De Weikes is een bosgebied met veel water. Door het gebied stroomt de Steenputbeek die ontspringt in het zuidelijker gelegen Hallerbos. Het water van deze beek is erg zuiver waardoor verschillende soorten die hoge eisen stellen aan de waterkwaliteit hier nog voorkomen.

## Fauna
In De Weikes komen onder andere de beekprik en de rivierdonderpad voor.